# Бад-Штебен
Бад-Штебен (нім. Bad Steben) — громада в Німеччині, розташована в землі Баварія. Підпорядковується адміністративному округу Верхня Франконія. Входить до складу району Гоф.
Площа — 25,84 км2. Населення становить 3401 ос. (станом на 31 грудня 2020).